# Collection Contini Bonacossi
La collection Contini Bonacossi est une collection de peintures, de sculptures et d'arts appliqués donnée par les héritiers des époux Contini Bonacossi à la Galerie des Offices de Florence (Italie).

## Histoire

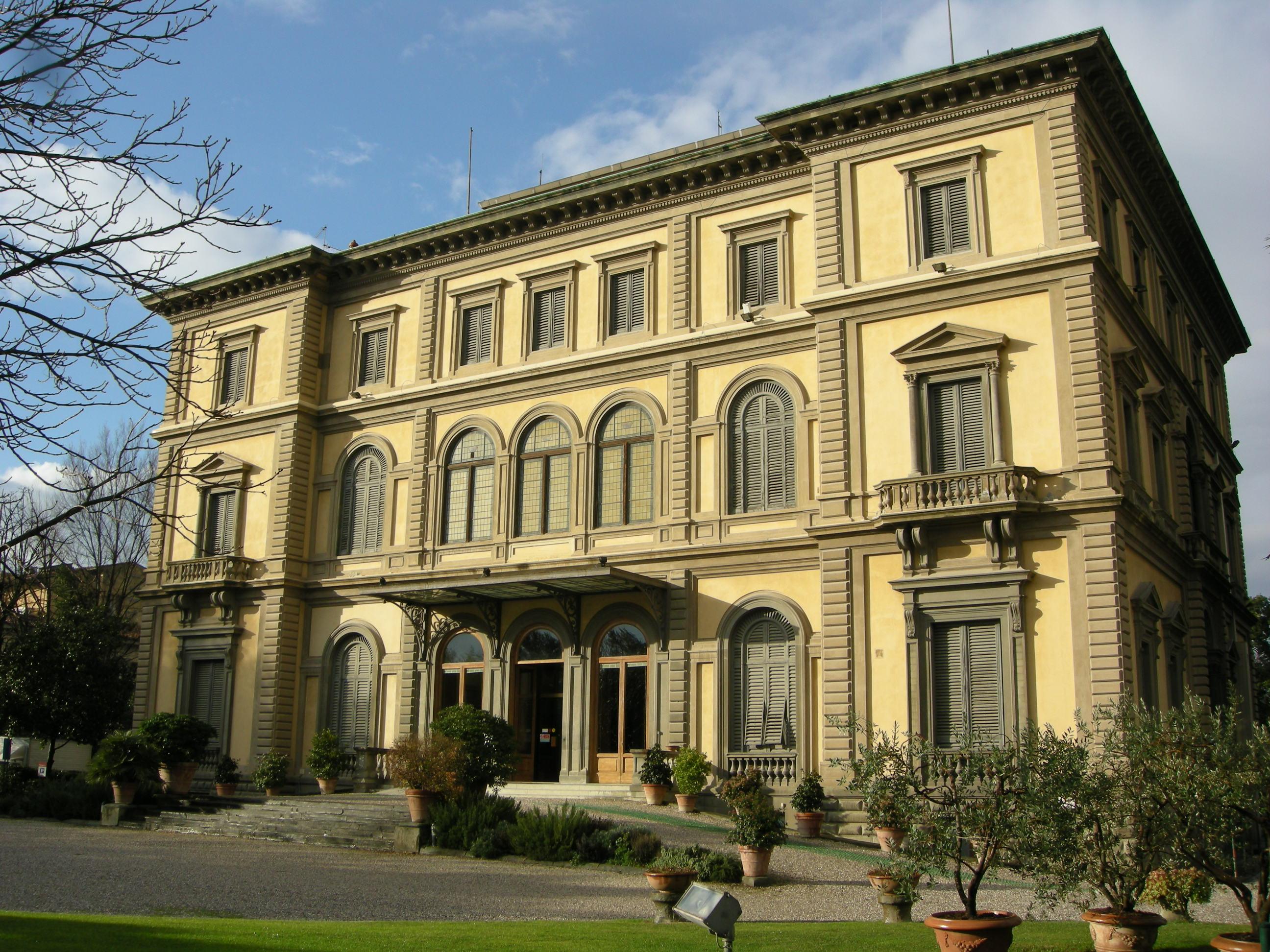
Villa Vittoria, siège d'origine de la collection.

La collection est constituée d'une partie des œuvres d'art de la collection privée de l'antiquaire et collectionneur Alessandro Contini Bonacossi (1878-1955) et de son épouse Vittoria, cédées à l'État italien en 1969 par les héritiers.
Alessandro Contini Bonacossi avait été nommé sénateur à vie du Regno d'Italia par Benito Mussolini ; en échange, Alessandro avait promis sa collection d'art à l'État, cependant il considérait conserver son usufruit à vie. Par la suite, après 1945, le couple Contini Bonacossi avait réitéré son intention de conserver intacte et de donner l'intégralité de sa collection. Alessandro avait d'abord pensé à l'État du Vatican, mais s'est ensuite tourné vers l'État italien à condition que la collection demeure intacte et inaliénable à Florence. Il n'a pas finalisé les termes de la donation avant sa mort en 1955 et la décision sur la succession a été transmise à ses enfants.
Il n'y avait pas d'accord entre les héritiers, entre ceux qui voulaient continuer dans les intentions de leur père et ceux qui voulaient garder la propriété de la collection, alors que d'énormes intérêts économiques étaient également en jeu, liés à sa vente éventuelle à l'étranger. En fin de compte, une situation juridique paradoxale a été atteinte, qui a nécessité un décret-loi ad hoc, signé par le président de la République Giuseppe Saragat. Pour obtenir une partie de la collection de la famille sous forme de donation gratuite (à affecter aux musées de Florence), il autorisa à exporter tout le reste, supprimant la contrainte d'exportation pendant douze ans à partir du 11 mars 1969. « Une erreur colossale », comme l'a définie l'historien de l'art Federico Zeri, ami et consultant de Gianfranco Contini, faisant également allusion aux négociations qui ont suivi la commission d'historiens de l'art qui s'est réunie dans le but d'acquérir les œuvres jugées les plus aptes à combler d'éventuelles lacunes dans les collections d'État florentines : certaines des personnalités académiques les plus éminentes de l'époque ont travaillé au sein de la commission : Roberto Longhi, Bruno Molajoli, N. Fiocco, N. Castelfranco, Mario Salmi, F. Rossi, G. Pozzi, Ugo Procacci et Piero Bargellini.
La commission a sélectionné trente-cinq œuvres picturales sur les 148 déclarées par les héritiers comme une collection complète (en réalité la collection dans sa globalité comprenait 1 066 objets incluant des peintures, des dessins, des sculptures, des majoliques, des meubles et des œuvres d'art contemporain). Certains des chefs-d'œuvre les plus significatifs de la collection ont été exclus de la liste au profit d'autres œuvres. C'est ainsi qu'ont été trouvées sur le marché international un certain nombre d'œuvres recherchées par les grands collectionneurs et instituts étrangers (ce fut le cas de la Nature morte de Francisco de Zurbarán aujourd'hui à Pasadena) : ces faits ont provoqué des doutes de la part des autorités, au point d'intervenir par des interrogazioni parlamentare (« questions au parlement ») et par des mesures judiciaires contre les héritiers et la commission d'experts, donnant lieu à une procédure complexe.
Selon le ministère public, le fait que les héritiers Contini Bonacossi n'aient pas signalé aux autorités la vente à l'étranger des œuvres, a effectivement empêché les surintendances d'exercer le droit de préemption de l'État, entraînant ainsi une omission d'actes officiels. De plus, les Contini Bonacossi auraient exporté les œuvres à des prix nettement supérieurs à ceux estimés par les surintendants, en gardant la différence à l'étranger. En réalité, toutes les charges ont été abandonnées soit par acquittement, soit par prescription, soit par dépénalisation des délits financiers. Grâce aux décrets publiés vingt ans plus tôt, la famille a également obtenu en premier lieu la saisie des œuvres désormais exposées à Florence, précisément en raison du blocage des exportations que la loi de 1969 leur offrait comme clause essentielle de la donation.

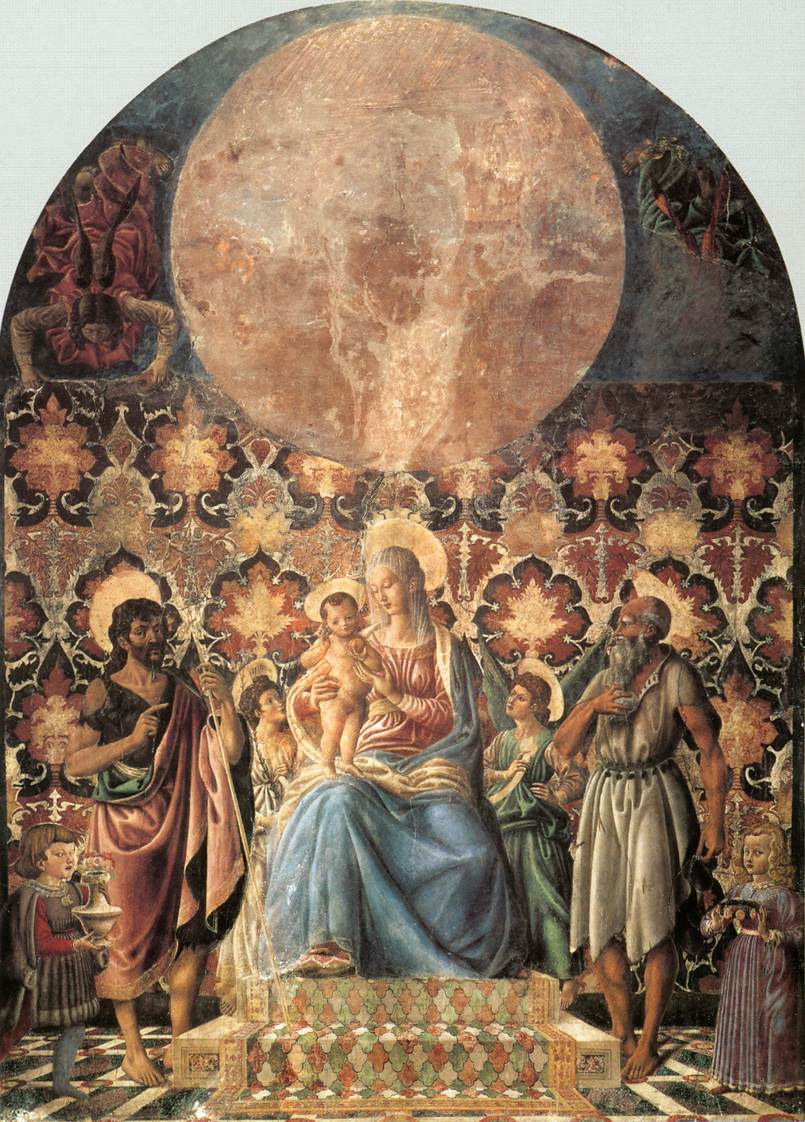
Andrea del Castagno, Madone de la maison Pazzi.

La collection a été déposée pendant longtemps dans le bâtiment Meridiana (Musée de la Mode et du Costume) du palais Pitti, jusqu'au milieu des années 1990, sous l'autorité directe du ministre de la culture de l'époque Walter Veltroni, avant son transfert dans une zone de la surintendance via Lambertesca, en bordure des Offices, avec une ouverture gratuite au public, mais sur réservation uniquement. Depuis le 1er mars 2018, grâce à l'intérêt direct que lui porte d'Eike Schmidt, la collection a été intégrée dans l'itinéraire muséal normal des Offices (dans les anciennes salles « bleues » ou « étrangères »).

## Controverses ultérieures
L'histoire de la collection perdure avec des conséquences controversées. André Malraux écrivit qu'il était désormais impossible de penser qu'un Piero della Francesca puisse jamais rentrer au musée du Louvre, sans compter évidemment la providentialité des autorités italiennes qui autorisèrent l'exportation de deux d'entre elles.
Les attitudes ultérieures des autorités envers cette affaire et la collection elle-même, sont ambiguës. D'une part, quelques années après le décret Saragat, certaines œuvres exclues de la commission ministérielle ont été achetées sur le marché des antiquités par l'État italien lui-même mais non réunies au reste de la collection. Parmi celles-ci, la Sainte nonne avec deux jeunes filles de Paolo Uccello, la Suzanne et les Vieillards de Lorenzo Lotto, le Christ ressuscité de Titien ou la Sainte Catherine d'Alexandrie de Raphaël. Dans tous ces cas, la plaque signalétique de l'œuvre indique toujours « Galerie des Offices » et jamais « Collection Contini Bonacossi ». D'autre part, la surintendance des pôles muséaux florentins, dans un essai sur la question du patrimoine Bardini (pour lequel les musées florentins se sont retrouvés dans la condition exceptionnelle d'avoir un montant très élevé, environ 33 milliards de lires, pour l'achat d'œuvres à affecter à l'augmentation des collections florentines), en la personne de Cristina Acidini Luchinat, exclut tout achat des « ... peintures appartenant déjà à la collection florentine Contini Bonacossi pour lesquelles en 1969 le permis d'exportation a été accordé, qui, si acceptés lors de l'achat de Bardini, reviendront à Florence à un prix élevé, quelques années seulement après qu'une commission de techniciens eut jugé qu'ils ne constituaient pas un enrichissement indispensable des musées d'État de la ville ».
De même, après l'expiration des délais prévus par le décret Saragat, certaines œuvres ont été déclarées d'intérêt historique et artistique particulier par un nouvel arrêté ministériel, comme Portrait de dame au luth attribué à Francesco d'Ubertino, Portrait de jeune homme par Jacometto Veneziano ou L'Appel de saint André de Federico Barocci, restant ainsi sur le marché italien des antiquités avec des restrictions à l'exportation.

## Liste des œuvres acquises en 1969
La collection présente actuellement 38 meubles anciens, 48 majoliques d'époque, 11 grandes  terracotte invetriate des Della Robbia représentant divers blasons, et surtout une remarquable série d'œuvres de sculpture et de peinture.

### Peintures (35)

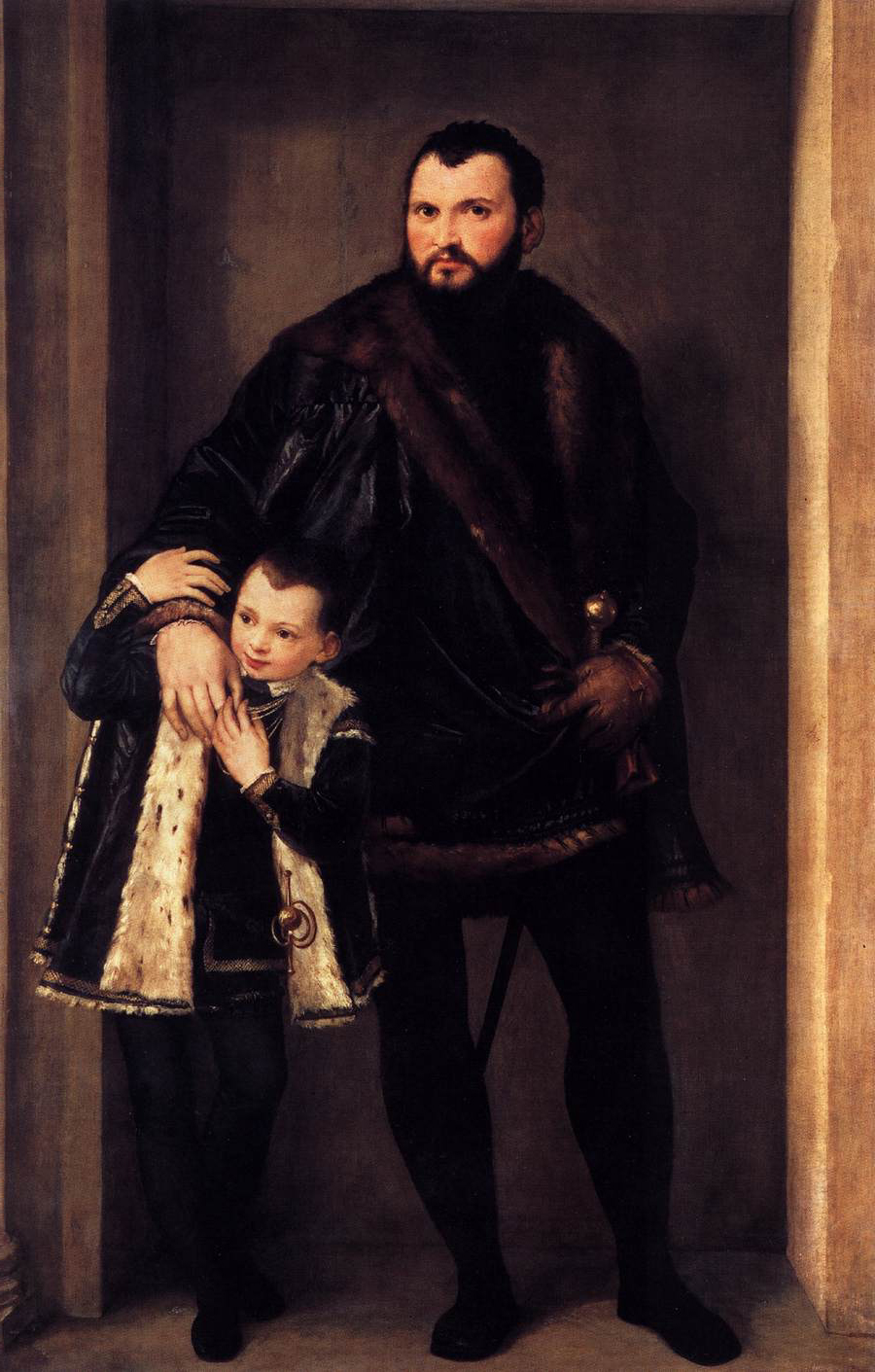
Paul Véronèse, Portrait d'Iseppo da Porto avec son fils Adriano.

- Sassetta, Retable de la Madone des Neiges (v. 1432)
- Andrea del Castagno, Madonna di casa Pazzi (v. 1445)
- Bramantino, Vierge à l'Enfant et huit saints (v. 1525)
- Ugolino di Nerio, Triptyque de la Vierge avec l’Enfant et les saints Pierre et Paul
- Giovanni di Francesco, Vierge en Majesté avec l'Enfant et deux têtes d'anges
- Paolo Veneziano, Deux Histoires de saint Nicolas de Bari (v. 1346)
- Defendente Ferrari, Vierge allaitant l'Enfant
- Bernardo Zenale, deux compartiments du Polyptyque de sainte Anne (v. 1490)
- Francesco Morone (attr.)
  - Ange de l'Annonciation
  - Vierge de l'Annonciation
- Boccaccio Boccaccino
  - Saint Matthieu
  - Saint Jean l'Évangéliste
- Vincenzo Catena, Raps à Emmaüs
- Paul Véronèse, Portrait d'Iseppo da Porto avec son fils Adriano
- Giovanni Gerolamo Savoldo, Marie Madeleine
- Jacopo Bassano, Vierge à l’Enfant et Saint Jean
- Cima da Conegliano, Saint Jean dans le désert (v. 1500)
- Giuseppe Maria Crespi, Servante
- Le Greco (attr. ou disciple), Larmes de saint Pierre
- Francisco Goya, Torero (v. 1800 )
- Francisco de Zurbarán, Saint Antoine abbé
- Diego Velázquez (attr.), Acquaiolo di Siviglia (Le Porteur d'eau de Séville)
- Giovanni Bellini, Saint Jérôme Contini Bonacossi (v. 1479 )
- Duccio di Buoninsegna (attr.), Vierge à l'Enfant
- Giovanni del Biondo, Retable de saint Jean Baptiste (v. 1360)
- Giovanni Antonio Boltraffio, Portrait du poète Casio
- Agnolo Gaddi, Vierge à l’Enfant et les saints Benoît, Jean évangéliste et Miniato
- Francesco Francia, Saint François
- Maestro delle storie di Isacco, Vierge à l'Enfant et deux saints (v. 1310)
- Cimabue (et atelier), Maestà avec saint François et saint Dominique
- Le Tintoret
  - Portrait d’homme avec fourrure
  - Vénus et Adonis
  - Minerve et Aracne

### Sculptures (12)
- Agostino Busti
  - Femme
  - Saint François
  - Sainte Catherine d'Alexandrie

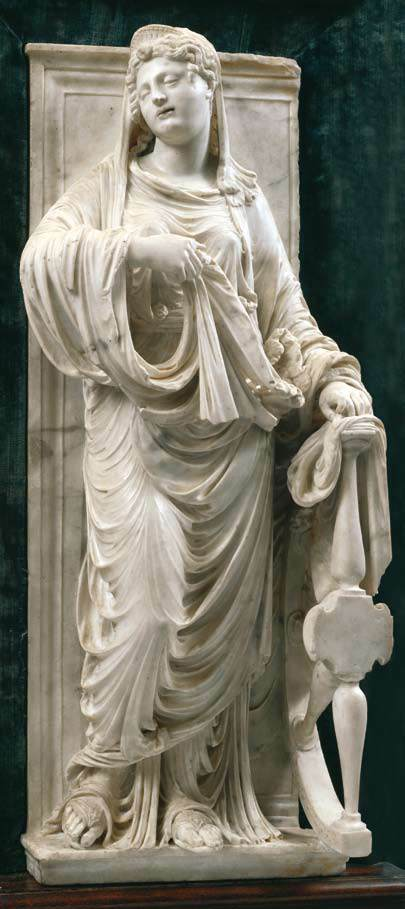
Agostino Busti dit Bambaia, Sainte Catherine d'Alexandrie.

- Le Bernin, Saint Laurent sur le gril (1617)
- Pietro Bracci, Buste du pape Benoît XIII
- Domenico di Niccolò
  - Ange de l'Annonciation
  - Vierge de l'Annonciation
- École florentine
  - Vierge à l'Enfant et Deux Saints (XVIe siècle)
  - Buste de Bianca Cappello (v. 1550-1600)
  - Buste de Ludovico da Verrazzano (v. 1650)
- École lombarde (attr. Giovanni Antonio Amadeo), Flagellation du Christ (v. 1490)
- École lombarde, Évangéliste (v. 1490)

## Œuvres rejetées

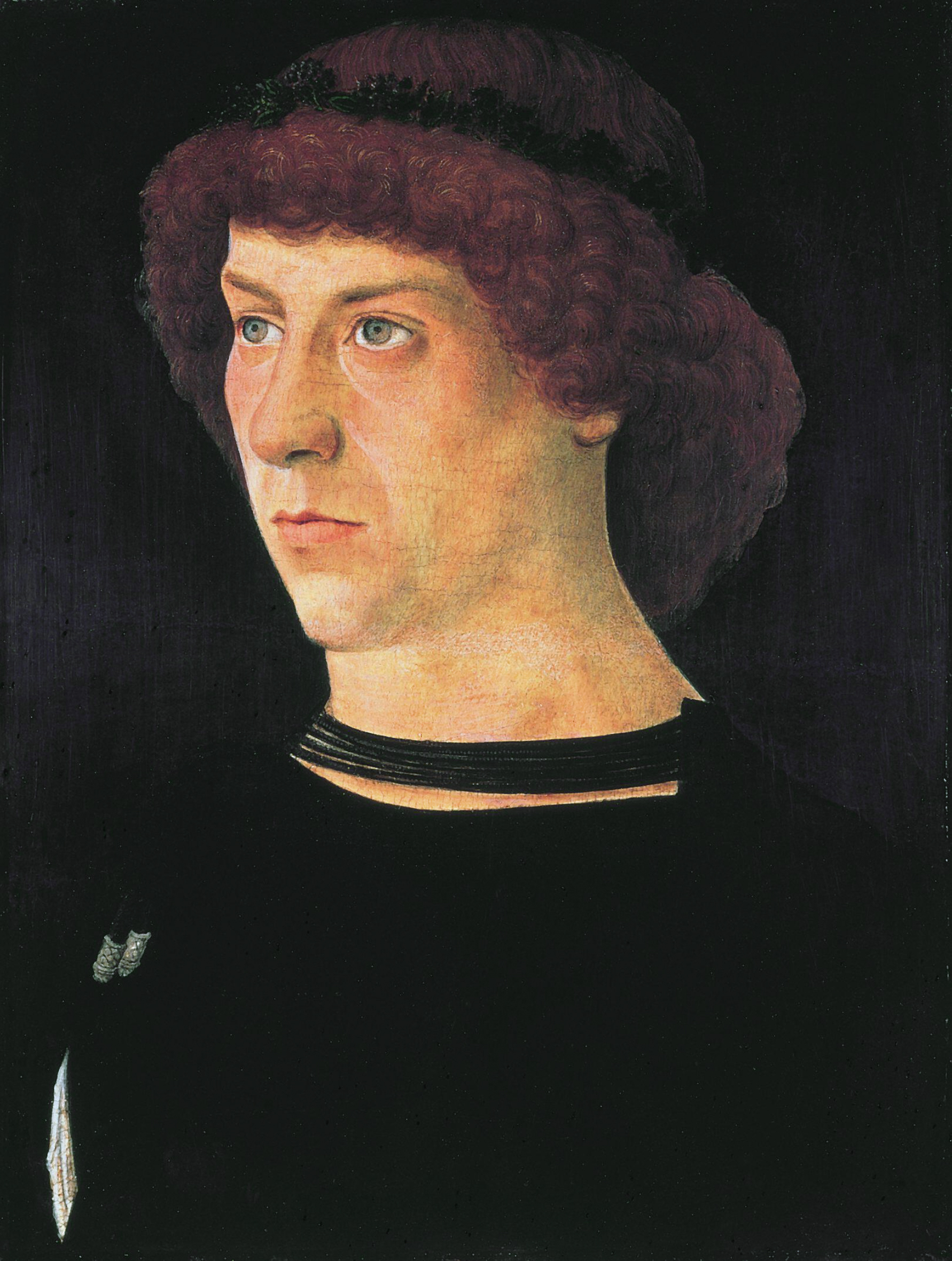
Giovanni Bellini, Portrait de Jörg Fugger.

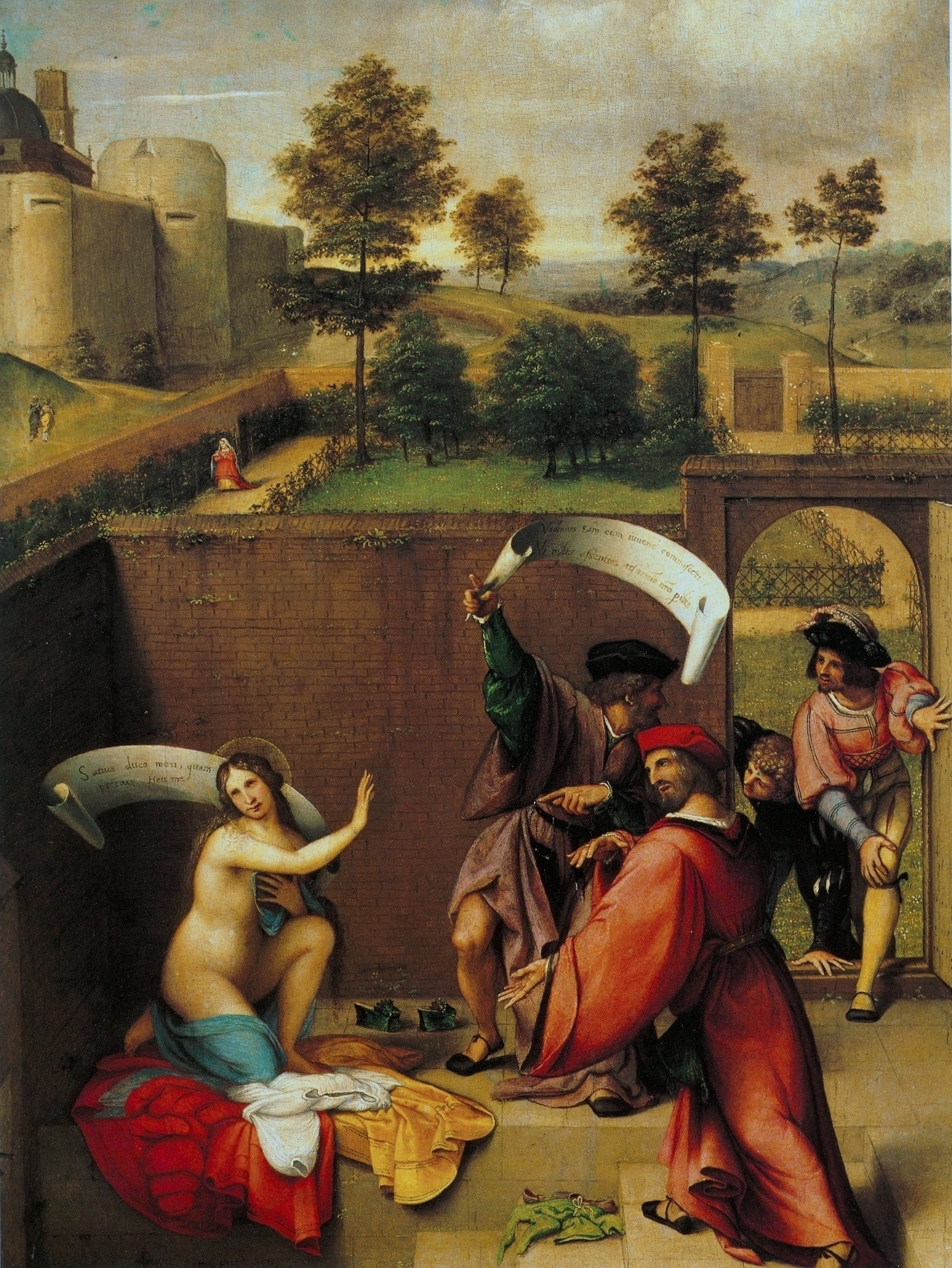
Lorenzo Lotto, Suzanne et les Vieillards, musée des Offices.

Liste ((incomplète) des œuvres majeures de la collection dispersées et conservées ailleurs.
- Giovanni Bellini
  - Crucifixion, v. 1470 , Paris, Musée du Louvre[7]
  - Portrait de Jörg Fugger, 1474, Pasadena, Norton Simon Foundation
  - Vierge à l'Enfant, v. 1475-1480, Carzago di Cavalgese, Musée MarteS[8]
  - Vénus au miroir (avec l'intervention de l'atelier), v. 1515, New York, Stanley Moss collection[9]
  - Allégorie païenne, or sur fond noir, New York, Stanley Moss collection
- Vittore Carpaccio, Rédempteur bénissant avec quatre apôtres, v. 1480-1490, collection privée
- Vincenzo Catena, Adoration des berges, v. 1529 circa, Metropolitan Museum, New York
- Jacopino del Conte, Vierge à l'Enfant avec saint Jean et sainte Élisabeth, v. 1540 circa, Washington (district de Columbia), National Gallery of Art
- Defendente Ferrari, Adoration des mages, v. 1520, Los Angeles, Getty Center
- Gaudenzio Ferrari, Naissance de la Vierge Marie, 1541-1543, acquisition d'état par la Pinacothèque de Brera
- Vincenzo Foppa, Vierge à l'Enfant avec un ange (Foppa), 1479-80, Florence, Musée des Offices (acquisition d'état, non comprise dans la donation)
- Fra Bartolomeo, Sainte Famille, v. 1497, Los Angeles, Musée d'Art du comté de Los Angeles
- Orazio Gentileschi, Vierge à l'Enfant, v;1616 circa, Cambridge (Massachusetts), Fogg Art Museum[10]
- Giovanni da Milano, Christ en trône adoré par trois rois mages, v. 1371 circa, Milan, Pinacothèque de Brera
- Francisco de Goya
  - La famille de l'Infant Don Luis di Borbone, 1783-1784, Traversetolo, Fondation Magnani Rocca[11]
  - Saint Ambroise, v. 1797, Cleveland, Cleveland Museum of Art
- Le Greco
  - Annonciation, v. 1576 circa, Madrid, Musée Thyssen-Bornemisza
  - Manusso Theotokopoulos, 1603-1604, Pasadena, Norton Simon Foundation
  - Saint Dominique en prières, 1580-1585, collection privée[12]
- Lorenzo Lotto
  - Vierge à l'Enfant avec les saints Roch et Sébastien, v. 1522, Ottawa, Musée des beaux-arts du Canada
  - Suzanne et les Vieillards, v. 1517 circa, Florence, Musée des Offices (acquisition d'état, non comprise dans la donation)
- Maestro della Santa Cecilia, Vierge à l'Enfant, v. 1290 , Los Angeles, Getty Center
- Giovan Battista Moroni, Portrait d'un homme âgé, 1575, Pasadena, Norton Simon Foundation
- Paolo Uccello, Sainte nonne avec deux jeunes filles, v. 1435 , Florence, Musée des Offices (acquisition d'état, non comprise dans la donation)
- Piero della Francesca, attribution
  - Vierge à l'Enfant, v. 1440 , tempera sur bois, 53 × 41 cm, collection Alana, Delaware, États-Unis
  - Portrait de Sigismondo Pandolfo Malatesta, v. 1451 , Paris, Musée du Louvre
- Pontormo, Autoportrait, v. 1520, La Spezia, Musée Amedeo Lia[13]
- Raphaël
  - Sainte Marie Madeleine, v. 1504, collection Alana, Delaware, États-Unis
  - Sainte Catherine d'Alexandrie, v. 1504, Urbino, Galleria Nazionale delle Marche[14]
- Giovanni Gerolamo Savoldo
  - Berger à la flûte, v. 1540 , Los Angeles, Getty Center[15]
  - Portrait d'un jeune flûtiste, 1519, Brescia, Pinacothèque Tosio Martinengo
- Giambattista Tiepolo
  - Allégorie nuptiale de la maison Cornaro, v. 1740 circa, Canberra, Galerie nationale d'Australie
  - Triomphe de la Vertu sur l'Ignorance, 1740-1750, Pasadena, Norton Simon Foundation[16]
- Domenico Tintoretto, Portrait d'homme, donation (2002) des héritiers Contini Bonacossi au Musée Poldi-Pezzoli de Milan
- Le Tintoret
  - Le Siège d'Asola, v. 1544-1545 , collection privée
  - Allégorie de la musique, v. 1558 , New York, Stanley Moss collection
  - Multiplication des pains et des poissons, v. 1560 , New York, Stanley Moss collection
- Titien
  - Repos pendant la fuite en Égypte, v. 1509, collection privée
  - Christ ressuscité, v. 1511 circa, Florence, Musée des Offices (acquisition d'état, non comprise dans la donation)
  - La Cène (attr.), Florence, Musée des Offices (acquisition d'état, non comprise dans la donation)
- Diego Vélasquez
  - Portrait d'un gentilhomme (attr.), v. 1629 , Mexico, Musée Soumaya
  - Nature morte (attr.), Florence, Musée des Offices (acquisition d'état, non comprise dans la donation)
  - Portrait de cavalier (attr.), Florence, Musée des Offices (acquisition d'état, non comprise dans la donation)
- Bartolomeo Vivarini, Polyptyque de saint Jean le majeur, v. 1490, Los Angeles, Getty Center
- Francisco de Zurbarán
  - Nature morte avec panier d’oranges, plat de cèdres et tasse avec rose, 1633, Pasadena, Norton Simon Foundation[17]
  - Naissance de la Vierge, v. 1617, Pasadena, Norton Simon Foundation[18]
  - Sainte Famille, v. 1617 , Florence, collection privée
- Francesco d'Ubertino, Portrait de dame avec un luth[19], 1494-1557, collection privée
- Federico Barocci, Appel de saint André[20], 1535-1612, collection privée
- Jacometto Veneziano, Portrait d'un jeune homme[21], 1472-1497, collection privée

## Œuvres en litige avec le Musée national de Belgrade

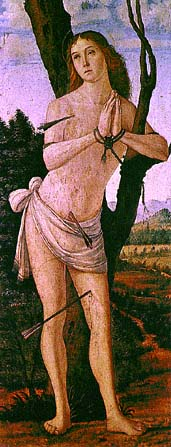
Vittore Carpaccio, Saint Sébastien.

Il s'agit de huit tableaux appartenant au noyau originel de la collection et conservés aujourd'hui au musée national de Belgrade. Ils font l'objet de discorde entre l'État italien et la Serbie.
- Le Tintoret, Vierge à l'Enfant
- Titien, Portrait de Christine de Danemark
- Vittore Carpaccio, Saint Sébastien
- Vittore Carpaccio, Saint Roch
- Spinello Aretino, Vierge en Majesté avec l'Enfant
- Paolo Veneziano, Vierge à l'Enfant[24]
- École de Ferrare, Adoration de l'Enfant
- Paolo di Giovanni Fei, triptyque.